# 11785 Migaic
11785 Migaic è un asteroide della fascia principale. Scoperto nel 1973, presenta un'orbita caratterizzata da un semiasse maggiore pari a 2,7831401 UA e da un'eccentricità di 0,0662663, inclinata di 7,72260° rispetto all'eclittica.